# Maltana
Maltana là một chi bướm đêm thuộc họ Erebidae.